# رافينزكورت بارك (محطة مترو أنفاق لندن)
رافينزكورت بارك (بالإنجليزية: Ravenscourt Park)‏ هي إحدى محطات مترو أنفاق لندن. تقع على خط ديستريكت أفتتحت في المنطقة (Zone) رقم 2 أفتتحت في 1 يناير 1873، 1 يونيو 1877.